# Helios-Relief (Schloss Rosenstein)

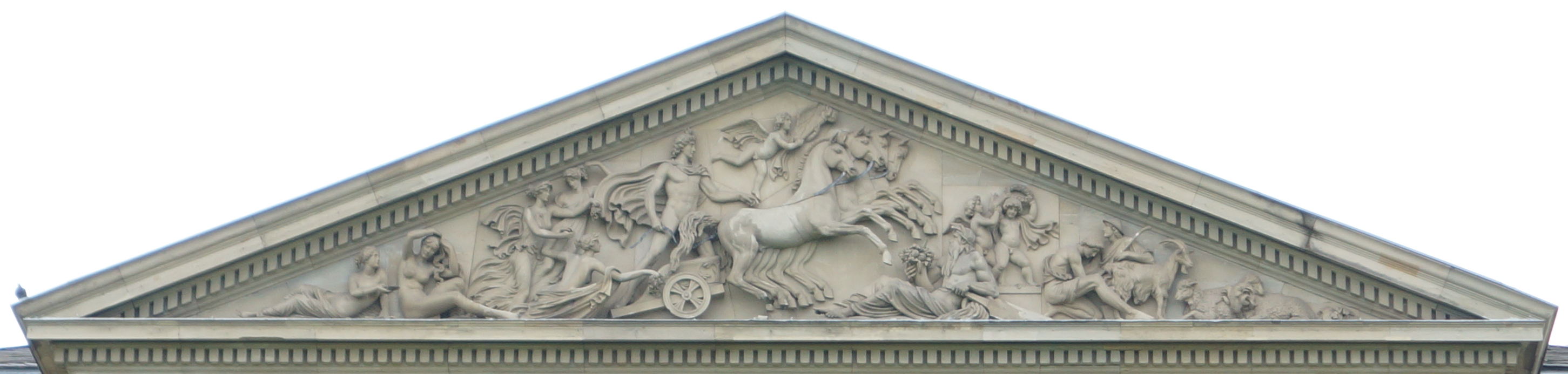
Helios-Relief am Schloss Rosenstein in Stuttgart

Das Helios-Relief ist ein Hochrelief des Stuttgarter  Bildhauers Ludwig Mack (1799–1831) am Schloss Rosenstein in Stuttgart, das den Sonnenaufgang mit dem Sonnengott Helios zeigt.

## Beschreibung
| Werktitel       | Helios-Relief                                                            |
| Künstler        | Ludwig Mack                                                              |
| Art             | Hochrelief                                                               |
| Motiv           | Allegorie des Sonnenaufgangs                                             |
| Material        | Sandstein                                                                |
| Maße            | Höhe 2,38 m, Breite 12,06 m                                              |
| Entstehungsjahr | 1830                                                                     |
| Standort        | Stuttgart, Schloss Rosenstein, Giebelfeld am nordöstlichen Hauptportikus |

Das Sandsteinrelief stellt den Sonnenaufgang dar, symbolisiert durch den Sonnengott Helios, der in dem vierspännigen Sonnenwagen aus dem Meer emporsteigt. Ihm fliegt Phosphorus, der Genius des Morgensterns voraus und die drei Horen folgen ihm. Er wird umringt vom Gott des Neckars, spielenden Putten, zwei Hirten mit einer Ziege und drei Schafen und von zwei Nymphen.
Mack schuf das Relief 1830 nach einem Entwurf des Malers Johann Friedrich Dieterich. Es wurde in das Giebelfeld des nordöstlichen Hauptportikus eingebaut, das ein flaches Dreieck mit einer Höhe von 2,38 Metern und einer Breite von 12,06 Metern bildet.
Hinweis: Der Portikus auf der Abendseite mit dem Eingang zum Museum Schloss Rosenstein trägt im Giebelfeld das Artemis-Selene-Relief von Friedrich Distelbarth mit der heraufziehenden Göttin des Mondes.

## Standort
|  | Das im neoklassizistischen Stil errichtete Schloss Rosenstein des italienischen Architekten Giovanni Salucci „bildet ein längliches Viereck. Durch ein höheres Mittelgebäude wird das Ganze durchschnitten, hat somit 5 Flügel. Das Mittelgebäude bildet mit den verbundenen Flügeln die zwei Hauptfassaden gegen Stuttgart [Südwesten] und gegen Cannstatt bzw. den Neckar [Nordosten], in deren Mitte jedes Mal ein vorspringender Portikus mit 6 Säulen die Haupteingänge bilden.“ |

|  | Das künstlerische Programm der beiden Hauptportiken steht in engem Zusammenhang mit ihrer räumlichen Lage (siehe Lageplan links). Der Portikus auf der Morgenseite (= Neckarseite) des Schlosses, auf das der Pfeil in der oberen Abbildung zeigt, trägt im Giebelfeld das Helios-Relief mit dem Sonnengott Helios, der den Tag erhellt, und dem Gott des Neckars. Der Portikus auf der Abendseite mit dem Eingang zum Museum Schloss Rosenstein trägt im Giebelfeld das Artemis-Selene-Relief von Friedrich Distelbarth mit der heraufziehenden Göttin des Mondes. |

## Komposition
Die Komposition des Reliefs gliedert sich in sechs Bildfelder, die in der obigen Abbildung von 1 bis 6 durchnummeriert sind. In den Bildfeldern sind folgende Figuren enthalten:
1. zwei Nymphen
2. die drei Horen
3. der Sonnengott Helios auf dem vierspännigen Sonnenwagen und Phosphoros, der Genius des Morgensterns
4. der Gott des Neckars
5. zwei spielende Putten
6. zwei Hirten mit einer Ziege und drei Schafen

## Geschichte
Das Schloss Rosenstein wurde 1822–1830 im Auftrag des württembergischen Königs Wilhelm I. nach den Plänen des italienischen Architekten Giovanni Salucci im neoklassizistischen Stil errichtet. Die beiden Hauptgiebelfelder sollten mit Reliefs nach Entwürfen des Malers Johann Friedrich Dieterich ausgeschmückt werden. 1826 erging ein königliches Dekret an die beiden Bildhauer Distelbarth und Mack, zu einem Honorar von jeweils 4000 Gulden in einem Zeitraum von zwei Jahren die jeweils sechs Gipsformen für die Reliefs zu erstellen. Die Ausführung sollte in Gusseisen erfolgen, aber auch eine Variante in Sandstein oder in Stuck war im Gespräch. 1827 entschied sich der König für die Ausführung in heimischem Sandstein. Auch diese Arbeit wurde den beiden Bildhauern für ein Honorar von je 5800 Gulden übertragen und für die Fertigstellung ein Zeitraum von vier Jahren festgesetzt.
Das südwestliche Artemis-Selene-Relief wurde von Friedrich Distelbarth, das nordöstliche Helios-Relief von Ludwig Mack ausgeführt. Vor der Einweihung des Schlosses im Jahr 1830 wurden die Giebelfelder vorläufig mit Stuckabgüssen gefüllt. Nach der Einweihung wurden die Abgüsse aber nicht sofort durch die nun fertigen Steinreliefs ausgetauscht, sondern erst im Jahr 1835.
Der Sandstein der Reliefs hat die vergangenen fast zwei Jahrhunderte gut überstanden. Ein Maschendrahtnetz wurde inzwischen vor die Reliefs gespannt, um sie vor Tauben zu schützen. 

## Rezeption
Das Macksche Hochrelief scheint (wie sein Pendant, das Artemis-Selene-Relief) nur von zwei Zeitgenossen (Grüneisen und Seyffer) besprochen worden zu sein, die beide das Relief noch zu ebener Erde gesehen haben, bevor es in das Giebelfeld eingebaut wurde. Die geringe Beachtung hängt wohl mit der Anbringung des Reliefs in luftiger Höhe zusammen, wo man es leicht übersieht und Einzelheiten schwer zu erkennen sind, vielleicht auch mit der Unbekanntheit des Künstlers.
Ernst Eberhard Friedrich von Seyffer, der Direktor der Königlichen Bau- und Gartendirektion in Stuttgart, beschränkt sich in Seyffer 1830 auf die Beschreibung der beiden Reliefs. Carl Grüneisen, der Herausgeber des Morgenblatts für gebildete Stände, spricht sich 1830 sehr lobend über das Relief aus: „[…] dieß alles ist auf sinnige, klare und zugleich kräftige Weise ausgesprochen.“ und: „Derselbe [Mack] hat sich des Hoch-Reliefs bedient und somit mehrere Figuren beinahe ganz in den natürlichrunden Verhältnissen der Wirklichkeit hervortreten lassen. Dieß war für sein Local wohlberechnet. Denn, weil seine Arbeit nur in den ersten Morgenstunden gute Beleuchtung hat, so mußte er durch kräftige Massen den Effekt erkaufen.“ (Grüneisen, Seite 290).

## Ikonographie

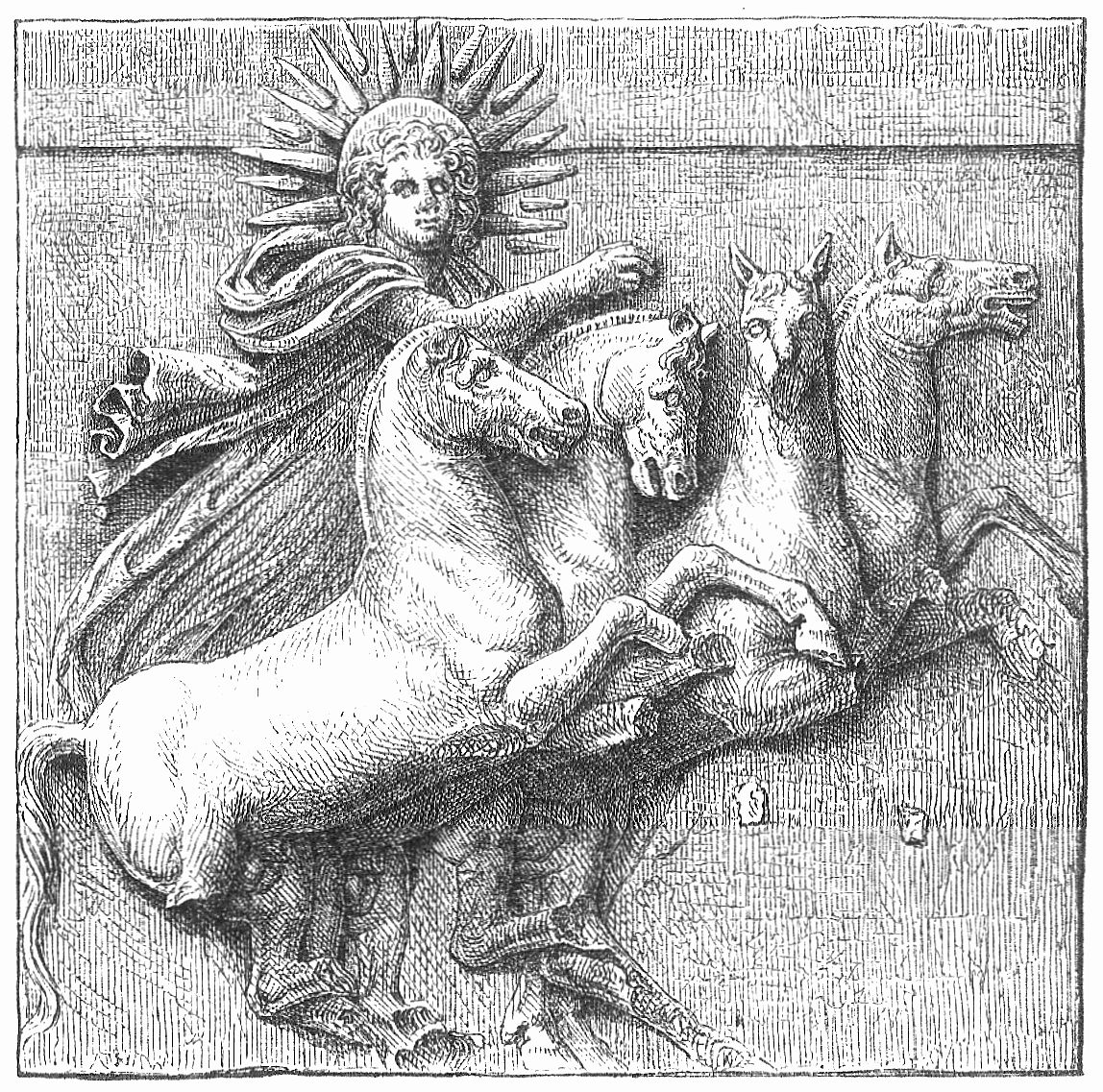
Helios-Metope: Helios mit Strahlenkranz taucht mit seinem Viergespann aus dem Meer auf
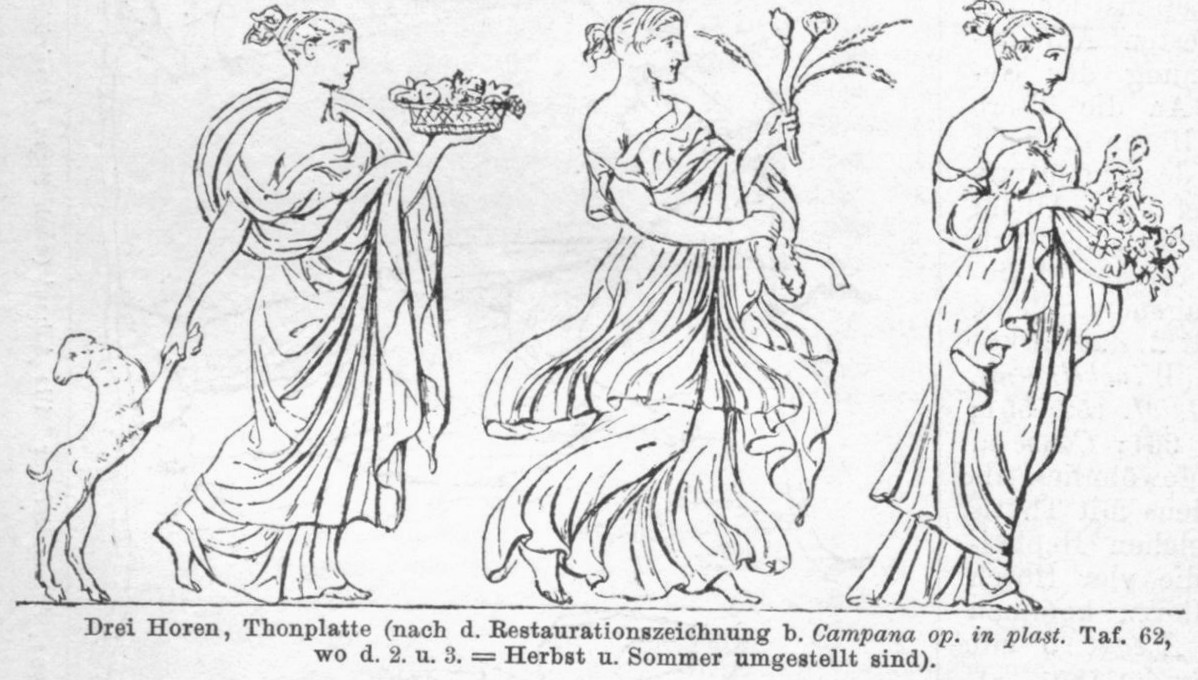
Drei Horen, antike Tonplatte von links: Herbst, Sommer, Frühling
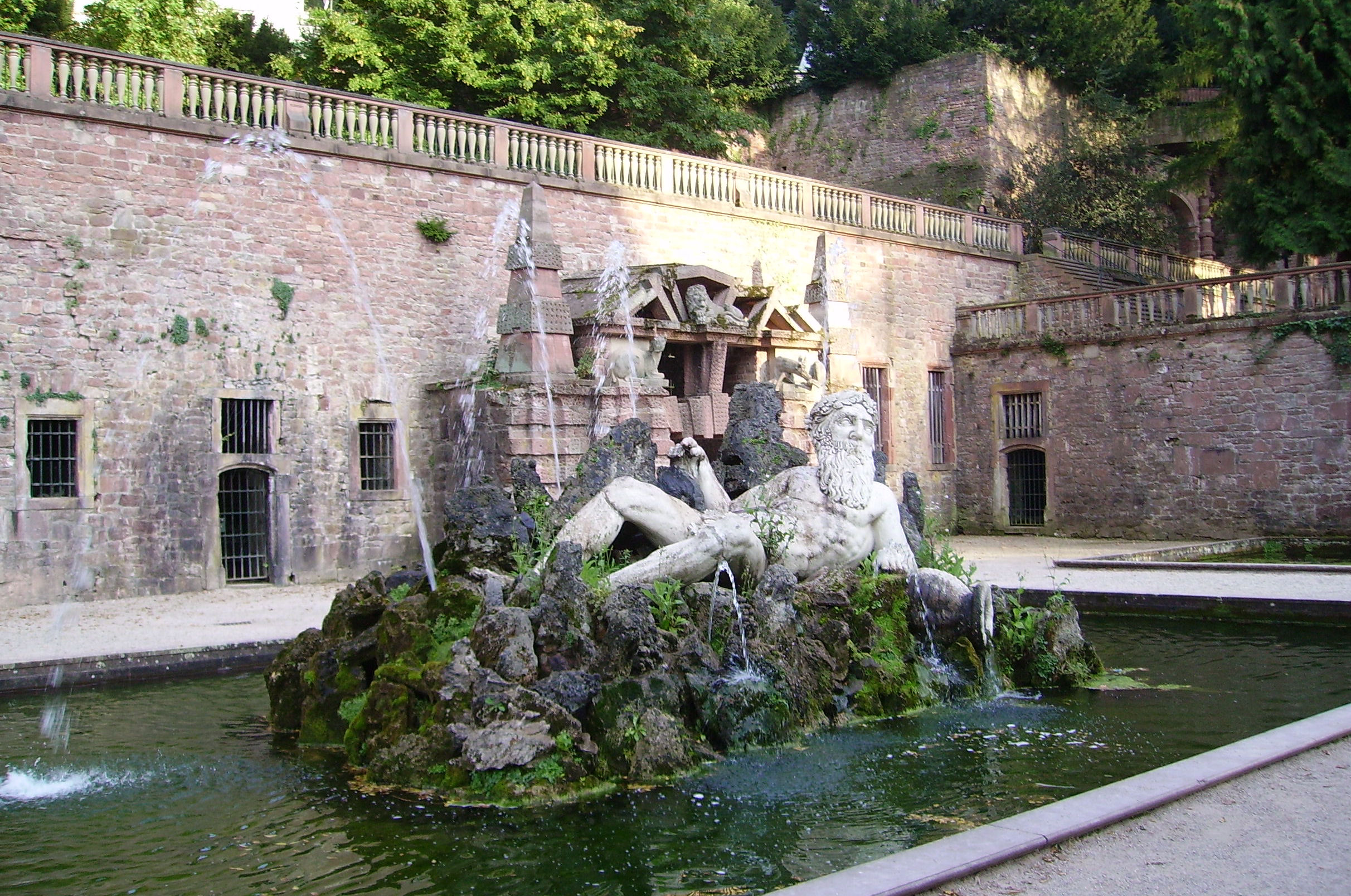
Vater Rhein, Heidelberg, Hortus Palatinus

Helios. Mack hielt sich mit seiner Helios-Darstellung an die geläufigste Traditionslinie, die den Sonnengott mit einem reichen Lockenschopf (oder einem Strahlenkranz um das Haupt) als Bringer des Tages verbildlicht, der mit seinem Viergespann aus dem Meer emporsteigt.
Horen. Da die Griechen ursprünglich nur die drei Jahreszeiten Frühling, Sommer und Winter kannten, war auch die Zahl der Horen auf drei beschränkt. In bildnerischen Wiedergaben treten sie oft mit jahreszeitlichen Attributen auf. Diese können aber auch fehlen oder nur teilweise vorhanden oder alle gleich sein. In Macks Relief tragen zwei Horen ein Blumenbukett, vielleicht auch die dritte, deren rechte Hand verdeckt ist.
Flussgott. Flussgottheiten wurden meist liegend, mehr oder minder nackt, als Männer im Mannes- oder im Greisenalter dargestellt. Als Attribute wurden ihnen oft ein Füllhorn, eine Wasserkanne und ein Paddel zugeordnet. Mack stellt den Gott des Neckars  als halbbekleideten, alten Mann mit Füllhorn und Paddel dar.

## Details

### Links
| Bildfeld | Bildausschnitt | Beschreibung |
| -------- | -------------- | --- |
| 1        |                | Die zwei Nymphen. In dem spitzen Winkel der linken Giebelecke sitzen in halb liegender Stellung mit leicht angezogenen Beinen zwei Nymphen am Ufer des Meeres. Die rechte Nymphe ist vollkommen nackt, während das faltenreiche, eng anliegende Gewand der anderen Nymphe bis auf die Oberschenkel heruntergerutscht ist, so dass Oberkörper, Bauch und Scham unverhüllt sind. Die linke Nymphe mit schönen, klassischen Gesichtszügen und kunstvoller, lockiger Pferdeschwanzfrisur wendet den Blick zu ihrer Schwester nach rechts. Sie stützt sich mit der Linken auf den Boden ab, den angewinkelten rechten Arm streckt sie zur Schwester hinüber und hält ihr eine Muschelschale mit frischem Wasser zum Befeuchten ihrer Haare hin. Die nackte Nymphe mit den lieblichen Gesichtszügen blickt versonnen und verträumt vor sich hin, fast wie eine Madonnenfigur. Mit hochgereckten, über den Kopf gebogenen Armen macht sie sich an ihrer langen, vollen Haarpracht zu schaffen, deren dicke Botticellisträhnen sie zu bändigen versucht. |
| 2        |                | Die drei Horen. Die drei Horen, die Göttinnen der Jahreszeiten (die Griechen kannten ursprünglich nur die drei Jahreszeiten Frühling, Sommer und Winter), entsteigen hinter Helios den Fluten des Meers. Die schönen, feingliedrigen Jungfrauen haben klassische Gesichtszüge mit gerader Nasen-Stirn-Linie, schmalem Mund und Mandelaugen. Sie tragen kunstvolle, lockige Frisuren mit aufgebundenem, vollen Zopf und an der Stirn einen Schirm aus Schilfblättern. Eine Hore, die gerade erst aus dem Wasser taucht, zeigt uns den nackten Rücken, das Gewand ist bis auf das Gesäß herabgerutscht. Mit der Rechten legt sie ein Blumengebinde in den Wagen des Helios, während sie mit der Linken die rechte Hand ihrer stehenden Schwester drückt, deren armfreies, eng anliegendes Gewand sich in tausend Falten legt und heftig im Winde nach hinten flattert. Auch sie hält in einer Hand ein reiches Blütenbukett. Die dritte der Horen wird halb verdeckt durch die Arme der Schwestern und einen Zipfel des wallenden Gewandes von Helios. Ihr Kleid gleitet an einer Schulter etwas herab, mit dem linken Arm greift sie an ihr Haar und blickt versonnen in sich hinein, während ihre Schwestern dem Helios hinterhersehen. |

### Mitte
| Bildfeld | Beschreibung |
| --- | ------------ |
| 3 |              |
| Der Sonnengott Helios. Das Hauptmotiv des Reliefs zeigt in der Mitte des Giebelfelds, unter dem Dachfirst, den Sonnengott Helios, der breitbeinig in seinem von der Sonnenross-Quadriga gezogenen Sonnenwagen steht. Der einachsige Streitwagen besteht aus einem niedrigen Wagenkasten, der mit kunstvollen Rankenornamenten verziert ist, und aus vierspeichigen Rädern, deren Speichen wie Sonnenstrahlen zum Radreifen hin ausstrahlen. Der nackte Gott (nur ein Rossschweif verdeckt wie ein Feigenblatt seine Scham) ist dargestellt als ein jugendkräftiger Mann von athletischer Gestalt und vollendeter klassischer Schönheit. Mit seinen sehnigen Armen reißt der Wagenlenker an den (hier aus Metallbändern geformten) Zügeln seine feurigen Rosse zurück, seine Brust und seine Bizepse schwellen kraftvoll an von der gewaltigen Anstrengung. Der um den Hals gelegte Mantel bauscht sich faltenreich hinter ihm wie eine flatternde Fahne im Wind. Den wie im Schreiten begriffenen Körper wendet der dem Betrachter zu, sein von reichen, langen Locken umrahmtes Gesicht zeigt im Profil die klassische Linienführung der Nase-Stirn-Partie, den schmalen Mund und die mandelförmigen Augen. Die vier Sonnenrösser mit langem Mähnenkamm, spitzen Ohren, großen Augen und aufgeblähten Nüstern sind perspektivisch nebeneinander aufgereiht, so dass ihre angespannten Gliedmaßen und die Gesichtscharaktere jedes einzelnen zu sehen sind. Im Gleichklang der Bewegung halten sie mitten im Lauf ein, indem sie sich auf ihren Hinterhufen abstützen und mit den Vorderhufen in die Luft ausgreifen. Phosphoros, der Genius des Morgensterns. Über dem Rücken der Pferde schwebt Phosphorus (lateinisch Lucifer), der Genius des Morgensterns, dargestellt als geflügelter, nackter Putto. Mit den Beinchen in der Luft vorwärtsrudernd, über der linken Schulter eine faltenreiche Stola, die sich im Winde bauscht, hält der reich gelockte Genius mit beiden Händen die schwere, brennende Fackel, mit der er den heraufkommenden Tag ankündigt. |              |

### Rechts
| Bildfeld | Bildausschnitt | Beschreibung |
| -------- | -------------- | --- |
| 4        |                | Der Gott des Neckars. Der Gott des Neckars wird durch die Figur eines alten Mannes personifiziert, der in halb liegender Stellung, mit leicht angezogenen Beinen in einem Boot zu sitzen scheint. In der linken Hand hält er ein Paddel mit breitem Blatt, in der rechten das von Früchten überquellende Füllhorn, ein Symbol für die lebenspendende Kraft des Wassers. Der Alte, dessen kräftiger, muskulöser Körper erst von der Hüfte an verhüllt ist, trägt einen dichten Bart, der in dicken Strähnen von Wangen, Oberlippe und Kinn herunterfällt und fast das gesamte Gesicht verbirgt. Das Haar wird durch ein Band zusammengehalten, das in einem Schirm aus Schilfblättern endet. |
| 5        |                | Zwei spielende Putten. Die lieblichen nackten Putten mit ihren dicklichen Gliedmaßen und den drallen Bäuchen tragen auf ihren pausbäckigen Köpfchen dichtes lockiges Haar, das sich bauschig wie ein Kranz um Kopf und Stirne legt. Sie scheinen miteinander zu spielen, oder miteinander zu streiten. Der eine Putto, der sich dem Betrachter frontal zuwendet und einen wallenden Schal über der Schulter trägt, hält über dem Kopf einen Blütenkranz, den er außer Reichweite seines kleinen Kumpels gebracht hat, der ihn stibitzen möchten. Sein Kontrahent, den wir von der Seite sehen, versucht mit beiden Händen einen Arm des andern herabzuziehen, um so doch an den begehrten Kranz zu gelangen. |
| 6        |                | Zwei Hirten mit einer Ziege und drei Schafen. In dem spitzen Winkel der rechten Giebelecke kauern zwei Hirten. Der eine sitzt im Vordergrund auf einem Melkschemel, mit aufrechtem Oberkörper, aber etwas vorgebeugt zu der Ziege hin, ein Bein angewinkelt und das andere auf den Boden abgestützt. Sein einfaches Gewand bedeckt notdürftig seine Blöße, so dass der kraftvolle Oberkörper und die muskulösen Arme und Beine deutlich zu sehen sind. Er melkt die offenbar trächtige Ziege, die ihm ihr Hinterteil zuwendet. Sie trägt ein langhaariges, zotteliges Fell, und der Kopf zeichnet sich aus durch große, spitz aufgestellte Ohren, lange, nach hinten gebogene spitze Hörner und einen aparten Ziegenbart. Hinter der Ziege sitzt der zweite Hirte, von dem nur der Oberkörper hervorragt, und begrüßt mit seinem Blick den herannahenden Helios. Er trägt einen flachen, runden Hirtenhut auf dem Kopf, unter dem seine Lockenpracht hervorquillt, und ist mit einem Gewand bekleidet, das nur die Unterarme frei lässt. Den angewinkelten linken Arm, mit dem er einen Hirtenstab in der Hand hält, stützt er auf den Rücken der Ziege. In der Ecke kuscheln auf dem Boden ein Widder und zwei Schafe, die vor sich hindösen, bis auch sie der Strahl des Sonnengotts erreicht. |